# تاکشی فوروکاوا
تاکشی فوروکاوا (انگلیسی: Takeshi Furukawa؛ ‏ژاپنی: 古川 毅) موسیقی‌دان، آهنگساز و رهبر ارکستر اهل ژاپن و ایالات متحده آمریکا است.
از فیلم‌ها یا مجموعه‌های تلویزیونی که وی در آن‌ها نقش داشته‌است، می‌توان به جستجوی افسانه‌ای،  جنگ‌های کلون، پیشتازان فضا: انترپرایز،  جنگ‌های کلون و بازی ویدئویی آخرین نگهبان اشاره نمود.